# Мэсот (аэропорт)
Аэропорт Мэсот (тайск. ท่าอากาศยานแม่สอด), (ИАТА: MAQ, ИКАО: VTPM) — гражданский аэропорт, обслуживающий коммерческие авиаперевозки города Мэсот (провинция Так, Таиланд). Находится под управлением государственной компании Аэропорты Таиланда.

## Общие сведения
Аэропорт Мэсот расположен на высоте 210 метров над уровнем моря и эксплуатирует одну взлётно-посадочную полосу 09/27 размерами 1500х30 метров с асфальтовым покрытием.